# Isle-sur-Marne
Pour les articles homonymes, voir Isle et Marne.
Isle-sur-Marne est une commune française, située dans le département de la Marne en région Grand Est.

## Géographie

### Localisation

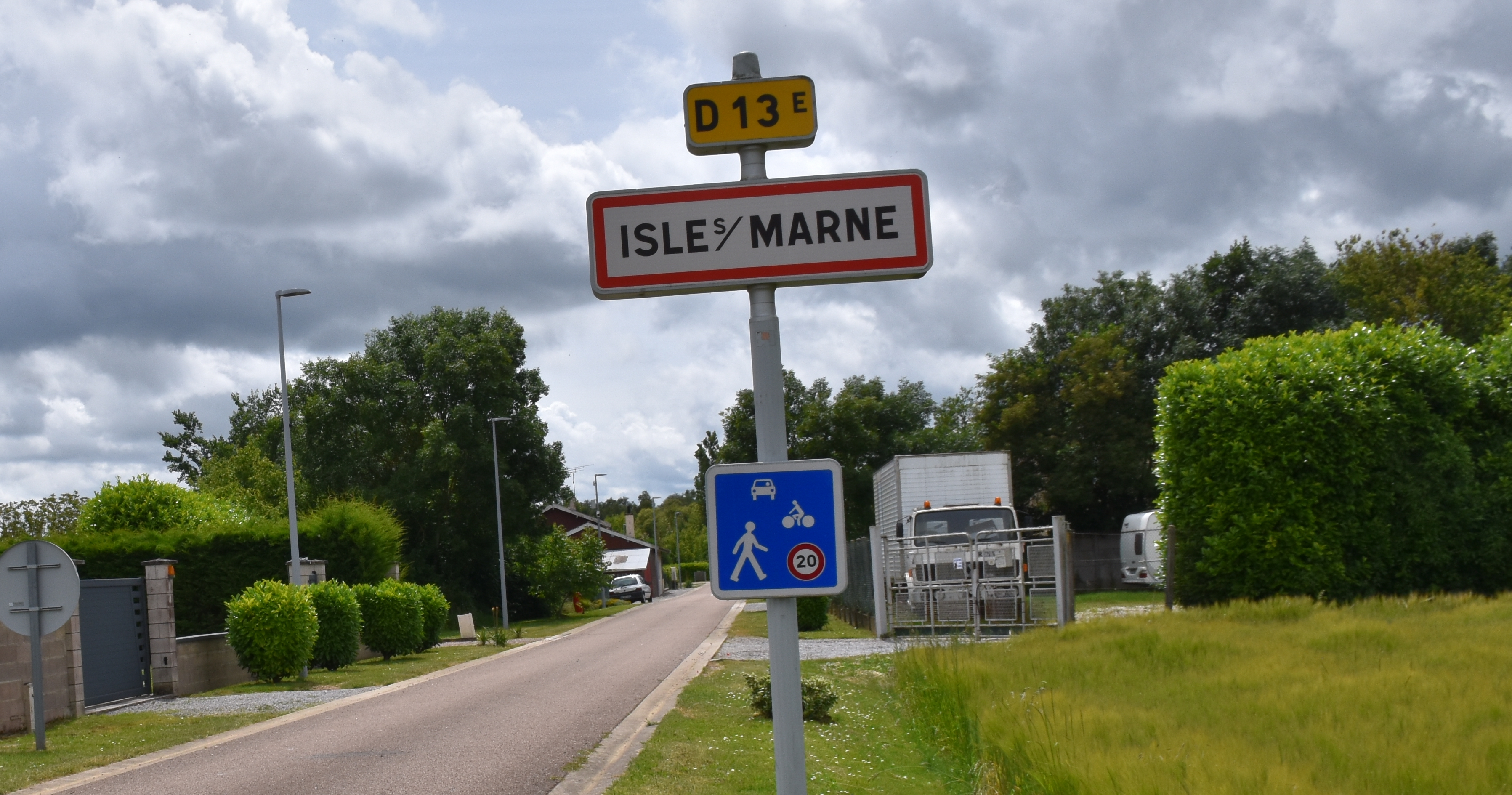
Une entrée de la commune.

Isle-sur-Marne se trouve au sud-est du département de la Marne, en région Grand Est. La commune appartient à la région agricole du Perthois.
La commune d'Isle-sur-Marne s'étend sur une superficie de 547 hectares. Sur son territoire, l'altitude varie peu, de 108 à 116 mètres. Le territoire est schématiquement divisé en deux parties par la route départementale 13 (RD13), entre Vitry-le-François (au nord-ouest) et le lac du Der-Chantecoq (au sud-est). Au nord de la commune, s'étendent des terres agricoles. Le sud est occupé par le Bois d'Isle et traversé par la Marne, que rejoint la Blaise au sud-est de la commune. Le village se trouve au centre du territoire communal, au sud de la RD13.
Par la route, Isle-sur-Marne se situe à 49 km de Châlons-en-Champagne, préfecture de la Marne, à 21 km de Saint-Dizier, principale ville de la Haute-Marne, à 14 km de Vitry-le-François, sa sous-préfecture de rattachement, et à 30 km de Sermaize-les-Bains, bureau centralisateur du canton de Sermaize-les-Bains dont dépend Isle-sur-Marne depuis 2015. La commune fait en outre partie du bassin de vie de Vitry-le-François.
Isle-sur-Marne est limitrophe de 5 communes :
|                  | Matignicourt-Goncourt | Orconte    |
| Moncetz-l'Abbaye | Isle-sur-Marne        | Larzicourt |
|                  | Arrigny               |            |

### Hydrographie
La commune est dans la région hydrographique « la Seine de sa source au confluent de l'Oise (exclu) » au sein du bassin Seine-Normandie. Elle est drainée par la Marne, la Blaise, le Fossé Sainte-Joie, le cours d'eau 01 du Moulinet, le cours d'eau 01 du Moulion d'Isle et le ruisseau de la Fontaine,.
La Marne prend sa source sur le plateau de Langres, dans la commune de Saints-Geosmes (Haute-Marne) et se jette dans la Seine entre Charenton-le-Pont et Alfortville (Val-de-Marne) dans le quartier de Conflans-l'Archevêque. 
La Blaise, d'une longueur de 86 km, prend sa source dans la commune de Gillancourt et se jette dans la Marne sur la commune, après avoir traversé 34 communes. 

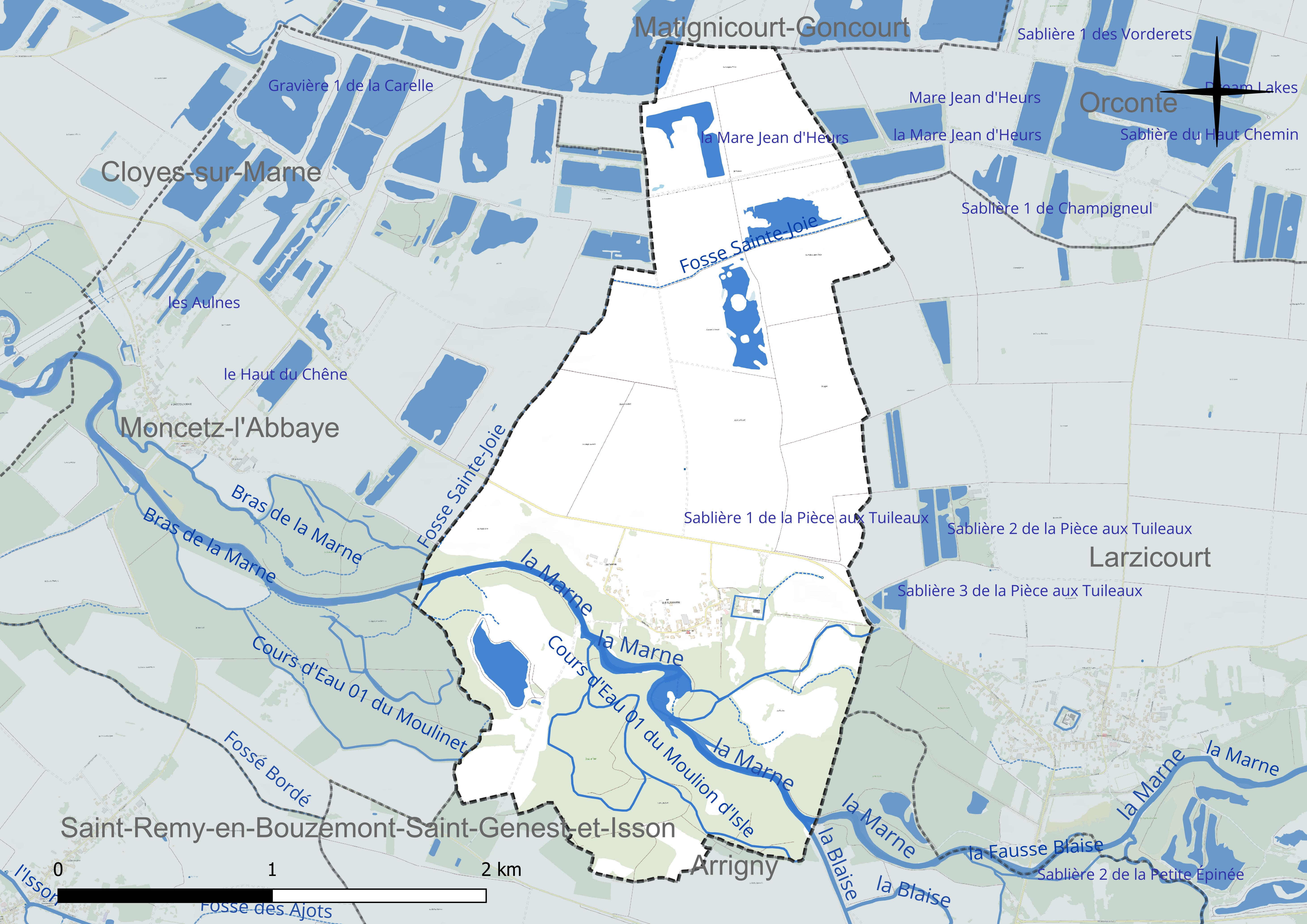
Réseau hydrographique d'Isle-sur-Marne.

### Climat
Pour des articles plus généraux, voir Climat du Grand Est et Climat de la Marne.
En 2010, le climat de la commune est de type climat océanique dégradé des plaines du Centre et du Nord, selon une étude du Centre national de la recherche scientifique s'appuyant sur une série de données couvrant la période 1971-2000. En 2020, Météo-France publie une typologie des climats de la France métropolitaine dans laquelle la commune est exposée à un climat océanique altéré et est dans la région climatique  Nord-est du bassin Parisien, caractérisée par un ensoleillement médiocre, une pluviométrie moyenne régulièrement répartie au cours de l’année et un hiver froid (3 °C). 
Pour la période 1971-2000, la température annuelle moyenne est de 10,6 °C, avec une amplitude thermique annuelle de 15,9 °C. Le cumul annuel moyen de précipitations est de 774 mm, avec 12,5 jours de précipitations en janvier et 8,5 jours en juillet. Pour la période 1991-2020, la température moyenne annuelle observée sur la station météorologique de Météo-France la plus proche, « Frignicourt », sur la commune de Frignicourt à 10 km à vol d'oiseau, est de 11,5 °C et le cumul annuel moyen de précipitations est de 694,6 mm. 
La température maximale relevée sur cette station est de 41,7 °C, atteinte le 25 juillet 2019 ; la température minimale est de −22 °C, atteinte le 9 janvier 1985,,. 
Les paramètres climatiques de la commune ont été estimés pour le milieu du siècle (2041-2070) selon différents scénarios d'émission de gaz à effet de serre à partir des nouvelles projections climatiques de référence DRIAS-2020. Ils sont consultables sur un site dédié publié par Météo-France en novembre 2022.

## Urbanisme

### Typologie
Au 1er janvier 2024, Isle-sur-Marne est catégorisée commune rurale à habitat dispersé, selon la nouvelle grille communale de densité à sept niveaux définie par l'Insee en 2022.
Elle est située hors unité urbaine. Par ailleurs la commune fait partie de l'aire d'attraction de Vitry-le-François, dont elle est une commune de la couronne,. Cette aire, qui regroupe 73 communes, est catégorisée dans les aires de moins de 50 000 habitants,.

### Occupation des sols
L'occupation des sols de la commune, telle qu'elle ressort de la base de données européenne d’occupation biophysique des sols Corine Land Cover (CLC), est marquée par l'importance des territoires agricoles (61,7 % en 2018), en diminution par rapport à 1990 (68,8 %). La répartition détaillée en 2018 est la suivante : 
terres arables (61,7 %), forêts (30,4 %), mines, décharges et chantiers (5,1 %), eaux continentales (2,8 %). L'évolution de l’occupation des sols de la commune et de ses infrastructures peut être observée sur les différentes représentations cartographiques du territoire : la carte de Cassini (XVIIIe siècle), la carte d'état-major (1820-1866) et les cartes ou photos aériennes de l'IGN pour la période actuelle (1950 à aujourd'hui).

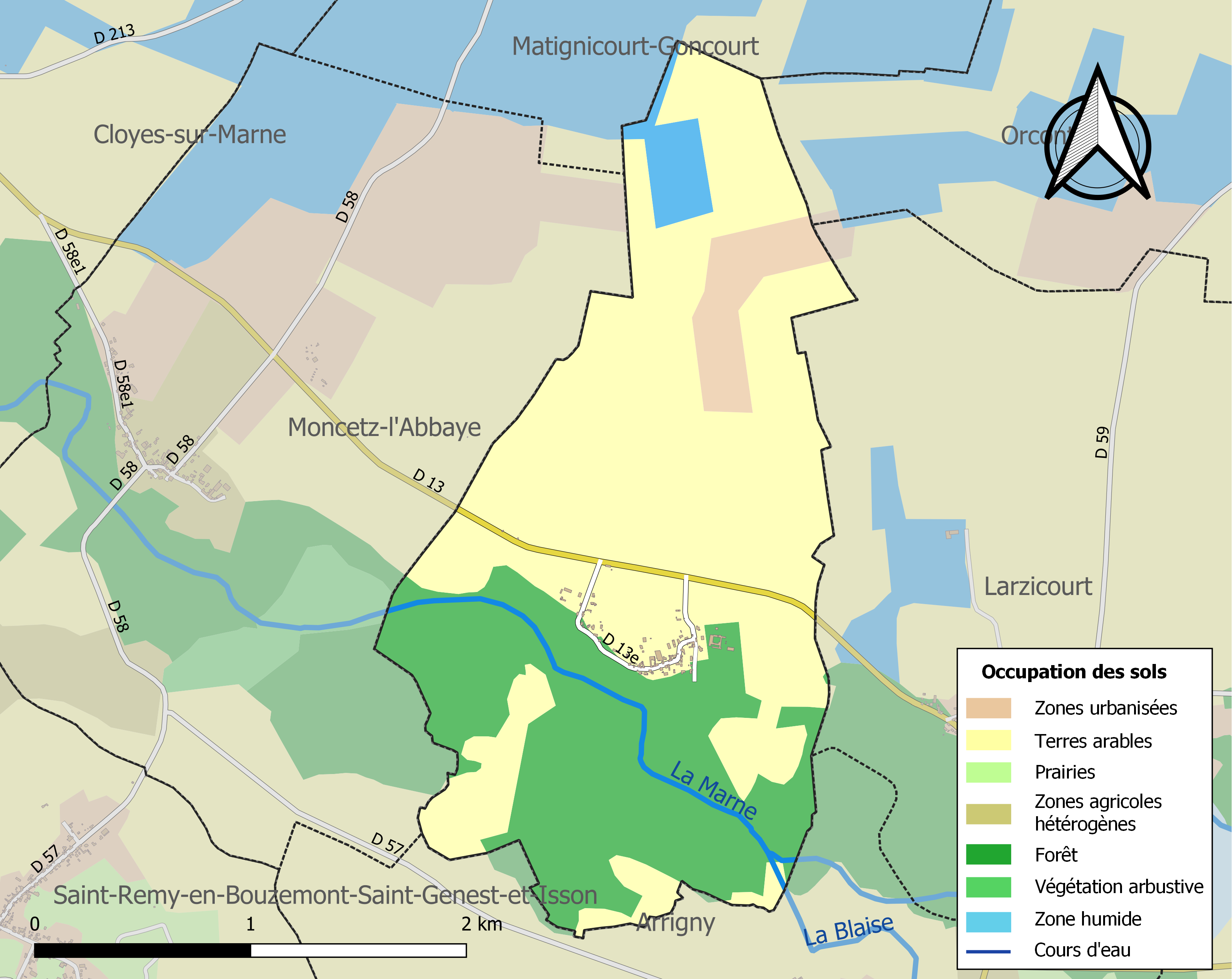
Carte des infrastructures et de l'occupation des sols de la commune en 2018 (CLC).

## Toponymie
Le nom de la localité est attesté sous les formes Hisle (1135) ; Hiisle (1150) ; Insula (1165) ; Isles (1187) ; « Villa mea que dicitur Insulas juxta Larzicurtem » (1207) ; Insulæ (1216) ; Illes, les Illes (vers 1220) ; Ysle (1633).

Isle est une ancienne forme du nom île. Le mot île existe en français depuis le XIIe siècle. Il découle du latin vulgaire isula, qui correspond au latin classique insula (« maison, pâté de maisons, ile »). 
La Marne est une rivière située à l'est du Bassin parisien. Elle représente la plus grande rivière de France. C'est le principal affluent de la Seine.

## Histoire
De 1973 à 1982, Isle-sur-Marne a été rattachée à Larzicourt.

## Politique et administration

### Intercommunalité
La commune, antérieurement membre de la communauté de communes du Bocage champenois, est membre, depuis le 1er janvier 2014, de la communauté de communes Perthois-Bocage et Der.
En effet, conformément aux prévisions du schéma départemental de coopération intercommunale (SDCI) de la Marne du 15 décembre 2011, trois petites communautés de communes préexistantes :  
- la  communauté de communes du Bocage Champenois ;
- la communauté de communes Marne et Orconte ;
- la communauté de communes du Perthois  ;
ont fusionné pour créer la nouvelle communauté de communes Perthois-Bocage et Der, à laquelle se sont également jointes une commune détachée de la  communauté de communes de Val de Bruxenelle (Favresse) et la commune isolée de Gigny-Bussy.

### Liste des maires

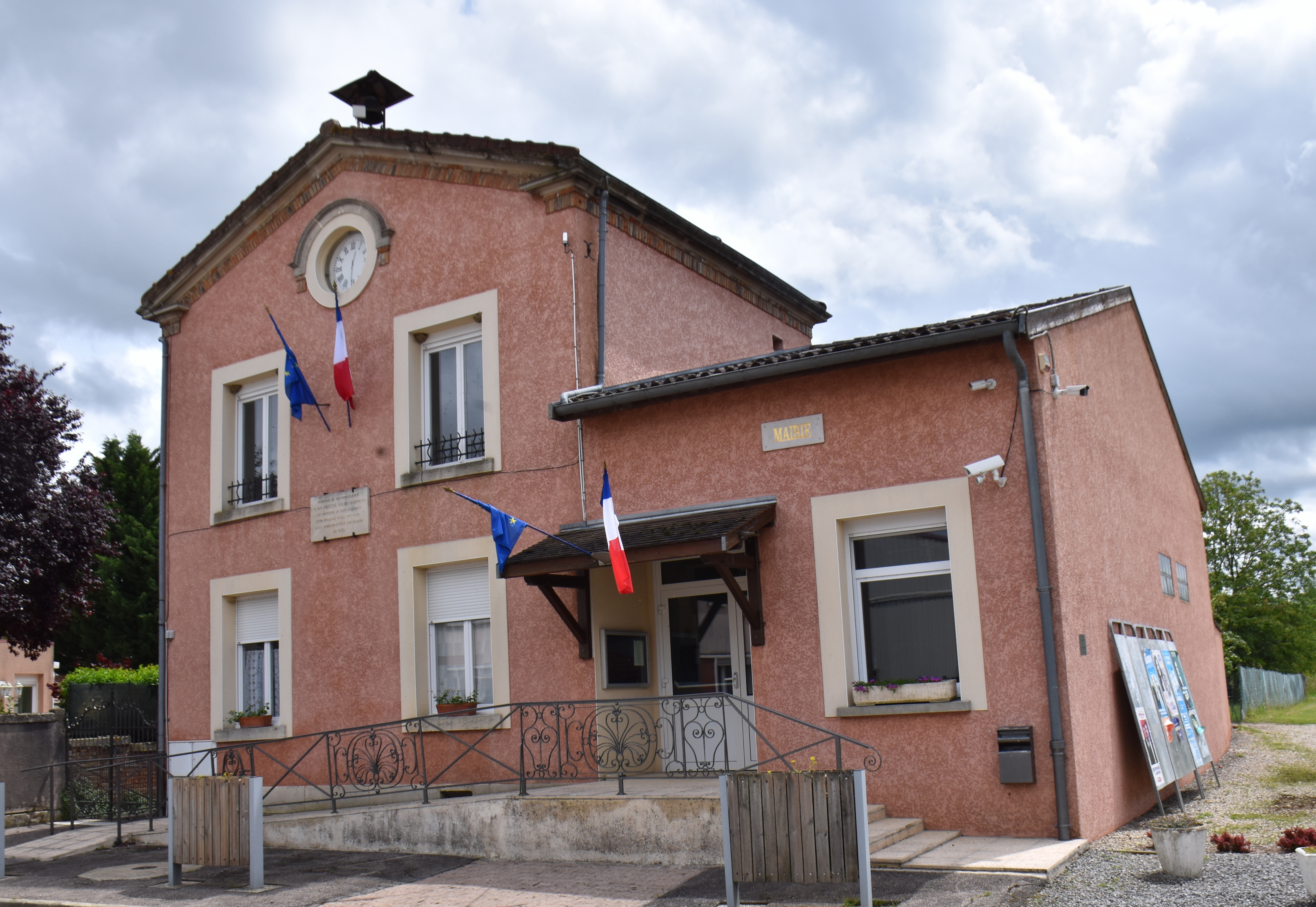
La mairie d'Isle-sur-Marne.

| Période                                  | Période    | Identité          | Étiquette | Qualité                        |
| ---------------------------------------- | ---------- | ----------------- | --------- | ------------------------------ |
| Les données manquantes sont à compléter. |            |                   |           |                                |
| avant 1877                               | avant 1879 | Longuet           |           |                                |
| mars 2001                                | mars 2008  | Dominique Monin   |           |                                |
| mars 2008                                | En cours   | Philippe Landroit |           | Réélu pour le mandat 2020-2026 |

## Équipements et services publics

### Eau et déchets
Le service public des déchets est assuré par le Syndicat mixte du Sud-Est Marnais (SYMSEM), qui a mis en place une redevance incitative. La collecte des ordures ménagères résiduelles (en bacs noirs pucés ou en sacs rouges prépayés) et des emballages ménagers recyclables (en sacs jaunes) est réalisée en porte à porte. Le SYMSEM adhérant au syndicat de valorisation des ordures ménagères de la Marne (SYVALOM), ces déchets sont amenés en centre de transfert à Sainte-Menehould ou Vitry-en-Perthois, puis valorisés sur le site de La Veuve. La collecte du verre se fait en apport volontaire, avant transformation dans une usine de Reims. Pour les déchets volumineux ou dangereux, le SYMSEM met à disposition de ses habitants une plateforme de déchets verts et gravats, à Saint-Amand-sur-Fion, ainsi que 12 déchèteries, à Arrigny, Courtisols, Givry-en-Argonne, Mairy-sur-Marne, Pargny-sur-Saulx, Pogny, Sainte-Menehould, Thiéblemont-Farémont, Valmy, Vanault-les-Dames, Villers-en-Argonne et Ville-sur-Tourbe.

### Postes et télécommunications
Une boîte aux lettres de La Poste se trouve sur le territoire de la commune, Grande Rue. Le bureau de poste le plus proche est situé à Saint-Remy-en-Bouzemont, à environ 3 km d'Isle-sur-Marne.

### Justice, sécurité et secours
Du point de vue judiciaire, Isle-sur-Marne relève du conseil de prud'hommes, du tribunal de commerce, du tribunal judiciaire, du tribunal paritaire des baux ruraux et du tribunal pour enfants de Châlons-en-Champagne, dans le ressort de la cour d'appel de Reims. Pour le contentieux administratif, la commune dépend du tribunal administratif de Châlons-en-Champagne et de la cour administrative d'appel de Nancy.
Isle-sur-Marne est située en secteur Gendarmerie nationale et dépend de la brigade de Saint-Remy-en-Bouzemont-Saint-Genest-et-Isson.
En matière d'incendie et de secours, la caserne la plus proche est celle de Saint-Remy-en-Bouzemont, rattachée au Service départemental d'incendie et de secours (SDIS) de la Marne.

## Démographie
L'évolution du nombre d'habitants est connue à travers les recensements de la population effectués dans la commune depuis 1793. Pour les communes de moins de 10 000 habitants, une enquête de recensement portant sur toute la population est réalisée tous les cinq ans, les populations de référence des années intermédiaires étant quant à elles estimées par interpolation ou extrapolation. Pour la commune, le premier recensement exhaustif entrant dans le cadre du nouveau dispositif a été réalisé en 2008.

En 2022, la commune comptait 96 habitants, en évolution de −4,95 % par rapport à 2016 (Marne : −1,19 %, France hors Mayotte : +2,11 %).
| 1793 | 1800 | 1806 | 1821 | 1831 | 1836 | 1841 | 1846 | 1851 |
| ---- | ---- | ---- | ---- | ---- | ---- | ---- | ---- | ---- |
| 157  | 147  | 153  | 161  | 180  | 189  | 164  | 192  | 224  |

| 1856 | 1861 | 1866 | 1872 | 1876 | 1881 | 1886 | 1891 | 1896 |
| ---- | ---- | ---- | ---- | ---- | ---- | ---- | ---- | ---- |
| 206  | 205  | 206  | 178  | 181  | 176  | 165  | 161  | 153  |

| 1901 | 1906 | 1911 | 1921 | 1926 | 1931 | 1936 | 1946 | 1954 |
| ---- | ---- | ---- | ---- | ---- | ---- | ---- | ---- | ---- |
| 141  | 154  | 139  | 118  | 100  | 80   | 95   | 84   | 86   |

| 1962 | 1968 | 1990 | 1999 | 2006 | 2008 | 2013 | 2018 | 2022 |
| ---- | ---- | ---- | ---- | ---- | ---- | ---- | ---- | ---- |
| 78   | 75   | 66   | 62   | 97   | 107  | 107  | 96   | 96   |

## Culture locale et patrimoine

### Lieux et monuments
- Le Château d'Isle date du XVIIIe siècle, construit par Jean-Robert Volland, le père de Sophie Volland.
- L'église Saint-Denis.

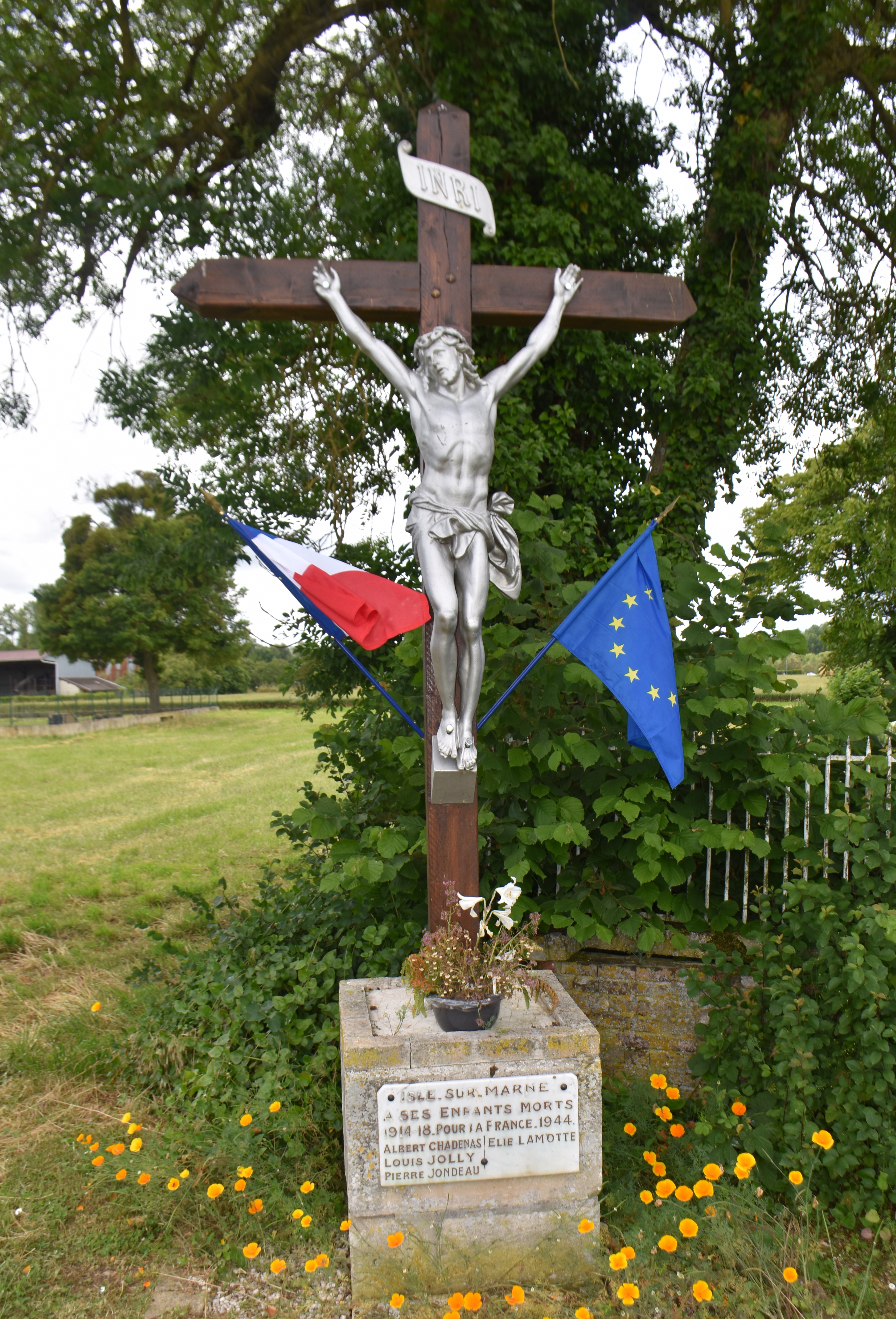
Le monument aux morts.
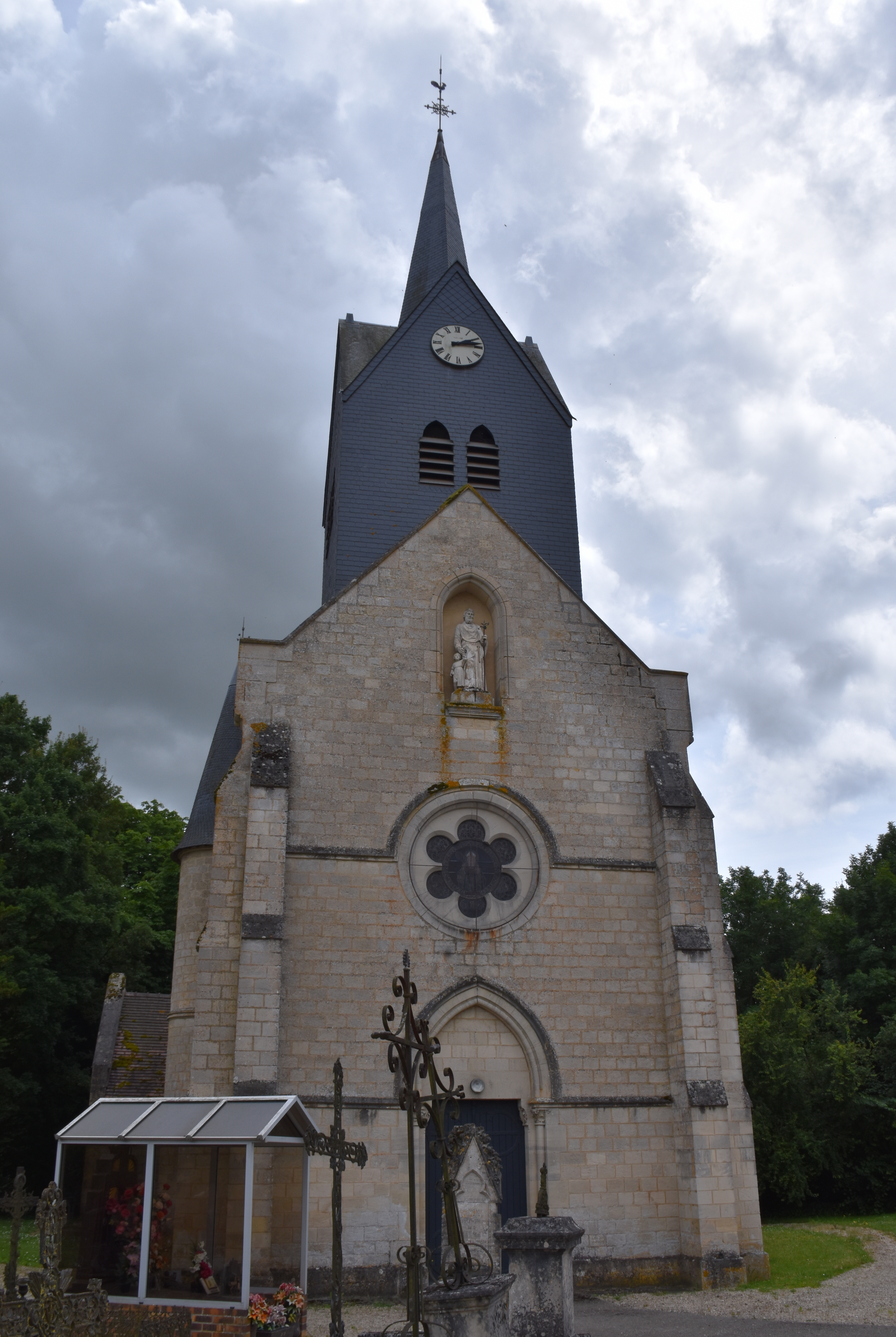
L'église Saint-Denis.

- Le monument aux morts.
- L'église Saint-Denis.

### Personnalités liées à la commune
- Sophie Volland, amie de Denis Diderot et destinataire d'une part importante de sa correspondance, a vécu dans le château.

### Héraldique
| Armes de Isle-sur-Marne | Les armes de la commune se blasonnent ainsi : d'azur au chevron d'or accompagné, en chef, de deux rencontres de cerf d'argent et, en pointe, d'une croix de Malte du même. |

## Sources